# Лирическая опера Чикаго
Лирическая опера Чика́го (англ. Lyric Opera of Chicago) — оперный театр в Чикаго, один из крупнейших в США. Вместе с Чикагской городской оперой и балетом Джоффри занимает 45-этажный небоскрёб в стиле ар-деко, введённый в эксплуатацию в 1929 году.
«Лирический театр Чикаго» (англ. Lyric Theatre of Chicago) был основан по инициативе дочери мебельного фабриканта Кэрол Фокс, её друга риелтора Лоренса Келли и местного дирижёра (итальянского происхождения) Никола́ Решиньо. Театр открылся 1 ноября 1954 года постановкой «Нормы» В. Беллини, с участием Марии Каллас (дебют певицы в США). С 1956 года театр функционирует под названием «Лирическая опера Чикаго». 
В первые десятилетия в театре давали преимущественно итальянские оперы, в результате чего за ним закрепился ярлык «Западного Ла Скала» (La Scala West). Со временем «Лирическая опера» стала всё чаще включать в репертуар оперы немецких, французских и других европейских композиторов, в том числе К.Пендерецкого («Потерянный рай», премьерный показ, 1978), М.П. Мусоргского (1980), А. Берга (2013) и А. Дворжака (2014), все — на оригинальных языках. Почётное место в репертуаре занимают (малоизвестные) оперы американских композиторов У. Болкома, А. Превина, Э. Дейвиса, Б. Сэйлора.
На сцене Лирической оперы состоялись американские дебюты Рудольфа Нуреева, Анны Моффо (1957), Даниэле Гатти (1991), Рикардо Шайи и других всемирно признанных артистов. Художественными руководителями и главными дирижёрами театра были Пино Донати (1958-75), Бруно Бартолетти (1975-99), Эндрю Дэвис (с 2000 поныне). С 2010 постоянно выступает и занимает в театре административные должности вице-президента и (до 2021) «творческого консультанта» певица Рене Флеминг. При театре с 1974 работает оперная школа «The Ryan Opera Center», предоставляющая годичный курс повышения квалификации певцов; лучшие стажёры школы принимают участие в регулярных спектаклях.
Среди значительных постановок: «Микадо» (1983) А. Салливана и «Атомный доктор» (2007) Дж.К. Адамса (обе оперы в режиссуре Питера Селларса), «Чио-Чио-Сан» (1991) Дж. Пуччини и «Кандид» (1994) Л. Бернстайна (режиссура обеих — Гарольд Принс), тетралогия «Кольцо нибелунга» Р. Вагнера (впервые в 1996). Помимо опер на сцене театра идут популярные европейские оперетты и американские мюзиклы.